# یواس‌اس ترور (بی‌ام-۴)
یواس‌اس ترور (بی‌ام-۴) (به انگلیسی: USS Terror (BM-4)) یک کشتی بود که طول آن ۲۶۳ فوت ۱ اینچ (۸۰٫۱۹ متر) بود. این کشتی در سال ۱۸۸۳ ساخته شد.